# Raorchestes ochlandrae
Espèce
Synonymes
- Philautus ochlandrae Gururaja, Dinesh, Palot, Radhakrishnan & Ramachandra, 2007
- Pseudophilautus ochlandrae (Gururaja, Dinesh, Palot, Radhakrishnan & Ramachandra, 2007)

Statut de conservation UICN

 DD  : Données insuffisantes
Raorchestes ochlandrae est une espèce d'amphibiens de la famille des Rhacophoridae.

## Répartition
Cette espèce est endémique du district de Kozhikode dans l'État du Kerala en Inde. Elle se rencontre dans la réserve de Kakkayam Forest dans le sud des Ghâts occidentaux,.

## Description
Raorchestes ochlandrae mesure entre 22 et 26 mm. Son dos varie du crème au brun et présente une bande latérale jaune doré de chaque côté du dos.

## Étymologie
Son nom d'espèce, ochlandrae, fait référence à Ochlandra setigera, une espèce de bambou de la tribu des Bambuseae, la plante sur laquelle ont été découverts les spécimens et leurs œufs.

## Publication originale
- Gururaja, Dinesh, Palot, Radhakrishnan & Ramachandra, 2007 : A new species of Philautus Gistel (Amphibia: Anura: Rhacophoridae) from southern Western Ghats, India. Zootaxa, vol. 1621, p. 1-16.